# NGC 4249
NGC 4249 (другие обозначения — MCG 1-31-39, ZWG 41.68, VCC 266, NPM1G +05.0333, PGC 39481) — линзовидная галактика в созвездии Девы. Открыта Альбертом Мартом в 1864 году.
Галактика обладает осесимметричным балджем практически сферической формы. Она относится к быстро вращающимся галактикам, у которых положения осей вращения, определяемые фотометрически и кинематически, совпадают.
Этот объект входит в число перечисленных в оригинальной редакции «Нового общего каталога».